# パレオ娘
パレオ娘（パレオむすめ）は、1999年（平成11年）の夏に日本で流行した女性ファッション。水着の上に着れるパレオを街で着るようになったのが発端。

## 概要
ハイビスカス柄などのハワイアン系の生地で体を巻くように、ミニのワンピースを作って、胸元で結び目を作るのが基本。一着1000円ほどで簡単に作れるのが魅力であった。
2000年版の知恵蔵では、パレオ娘など近年の女性の露出度の高まりは、男性の眼より同性（女性）の眼を気にしたもので、最終的には自己満足のためであると指摘している。